# Soroksári út–Csepel vontatóvágány
A Soroksári út–Csepel vontatóvágány önálló vasútvonalnak nem minősülő villamosítatlan, egyvágányú nagyvasúti vágányszakasz Budapest XX. és XXI. kerülete között.[forrás?]

## Leírása
A csepeli szakaszán 2020-ban felújított vontatóvágány a Budapest–Kelebia-vasútvonalhoz kapcsolódó Soroksári út rendező vasútállomásból indul ki a Soroksári út mentén. A rendezőpályaudvar végétől rövid ideig déli irányban halad, majd nyugatra kanyarodva a Gubacsi hídra megy rá. Ezt követően, a Csepeli Papírgyár (Duna u. 42.) egykori iparvágányát befogadva a Csepel-szigeten nyugatra halad tovább a Védgát utcától és a Corvin úttól északra, majd három ágra oszlik. Ebből a legészakibb a Szabadkikötőbe megy, a középső a Petróleum utca környéki ipari üzemek és a MOL tartálytelepére vezet. Mindegyiken üzemel vasúti teherforgalom. A legdélibb Csepel-Gyártelep városrészét látja el. Mielőtt még oda érkezne, a hajdani Merkur Személygépkocsi-értékesítő Vállalat telepe és a Petróleum-öböl felé ágazott ki belőle iparvágány (elbontva). A Budafoki út déli oldalán helyezkedik el a Csepeli rendezőpályaudvar, amitől északra a Budafoki út menti INTER-METAL telepet, tőle délre pedig a Csepel Művek közel 60 km hosszú hálózatát szolgálták ki. A rendezőből a Duna bal partján a Csepeli Erőmű mellett egészen a Metrans konténerterminálig húzódó vágányt szintén gyakran használják.
Mindhárom vágány áthalad a H7-es HÉV (Csepeli HÉV) töltése alatt, majd iparvágányok sokaságára oszlik szét.
A vontatóvágánynak személyforgalma nincs.
A vontatóvágányon – Budapest más ipari célú vasútjaitól eltérően – a jelenben is komoly mértékű teherforgalom zajlik. Az akár 600–700 méter hosszú tehervonatok használják különböző üzemekből, rendszeresen hosszú időre feltartva a szintbeni közúti keresztezésekben áthaladó gépkocsiforgalmat.

## A vontatóvágányból kiágazó iparvágányok

### Ferencváros
- a Loacker Hulladékhasznosító Kft. ipartelep 2 iparvágánya a rendező-pályaudvar mellett
- a Gubacsi híd pesti hídfőjénél lévő, Daru 2004 Bt. ipartelep iparvágánya

### Csepel
- a Szabadkikötő iparvágányai (használatban)[5]
- a Petróleum utca környékének iparvágányai (részben használatban)[5]
- a Csepel Művek iparvágányai (részben használatban,[6] részben használaton kívül, részben el is bontották)
- a MERKUR és a Petróleum-öböl felé (elbontva)[forrás?]
- az INTER-METAL telep felé (használatban)
- a Magyar Posztógyár Rt. iparvágánya (Csepel Művek hálózatából ágazik ki a Vasút sornál – használaton kívül)
- a Csepeli Papírgyár iparvágánya (használaton kívül, nagyrészt el is bontották 2017-ben)

## Képtár

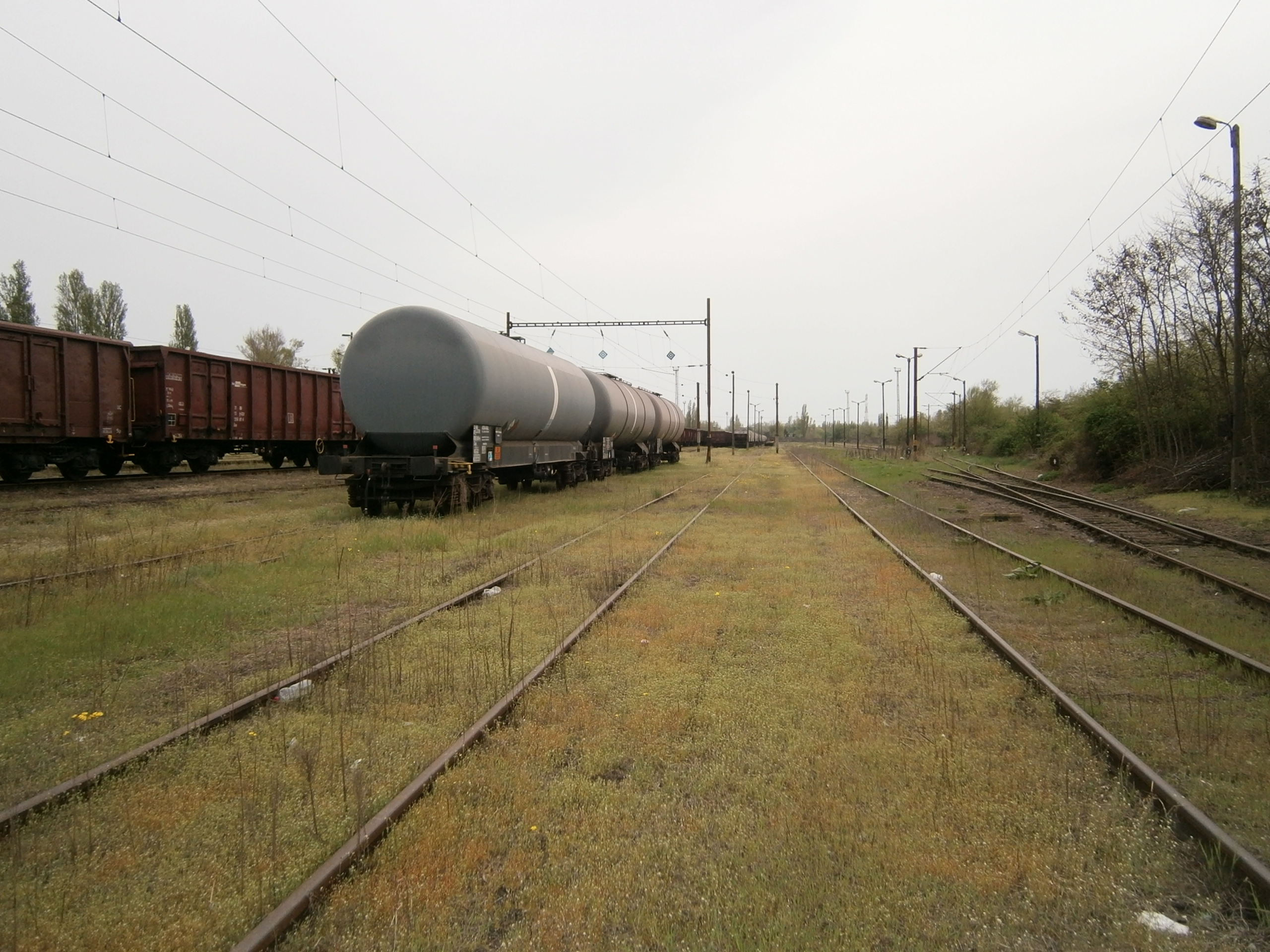
Soroksári út rendezőpályaudvar
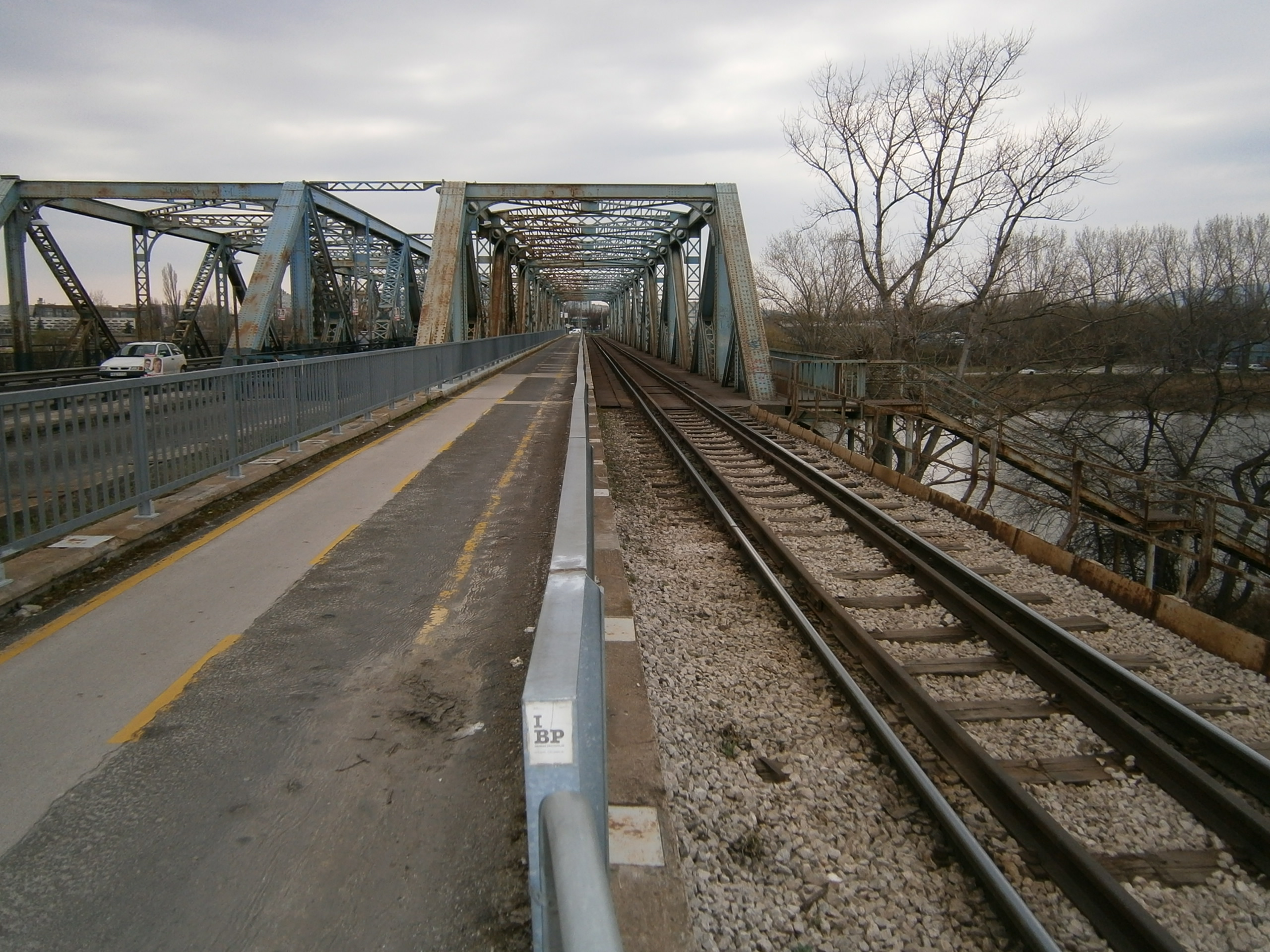
Gubacsi-híd
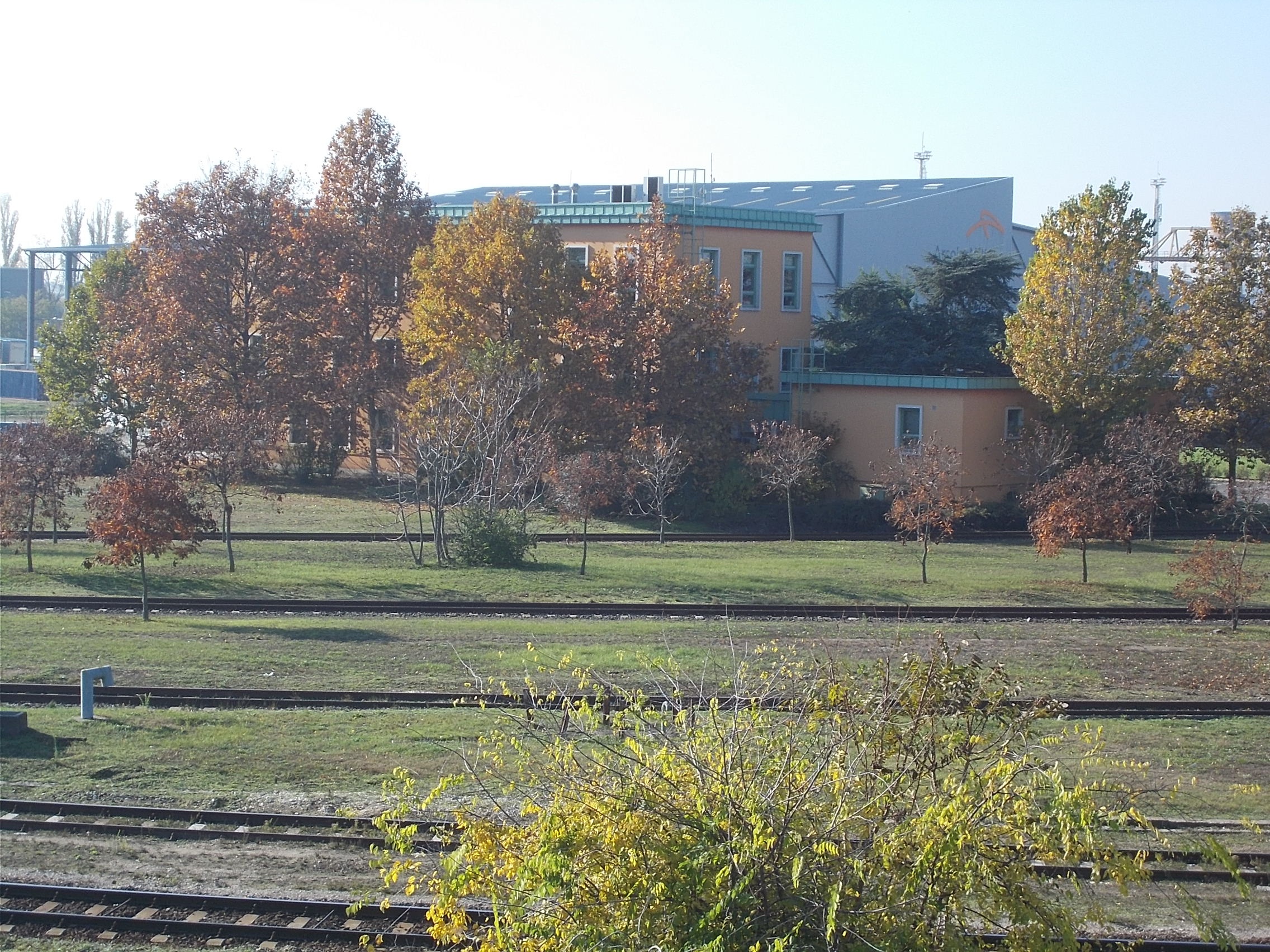
A Szabadkikötő iparvágányai
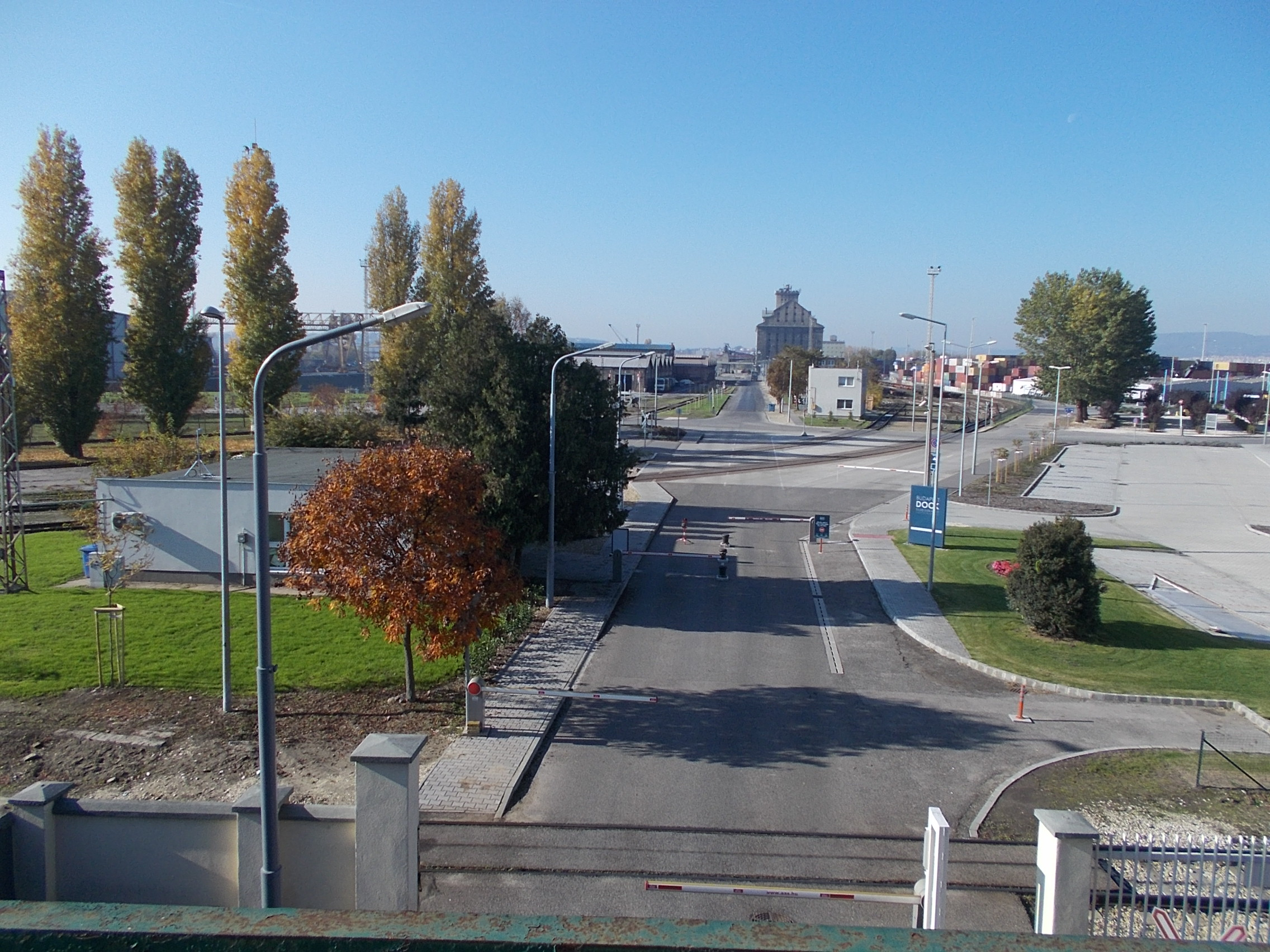
A Szabadkikötő iparvágányai
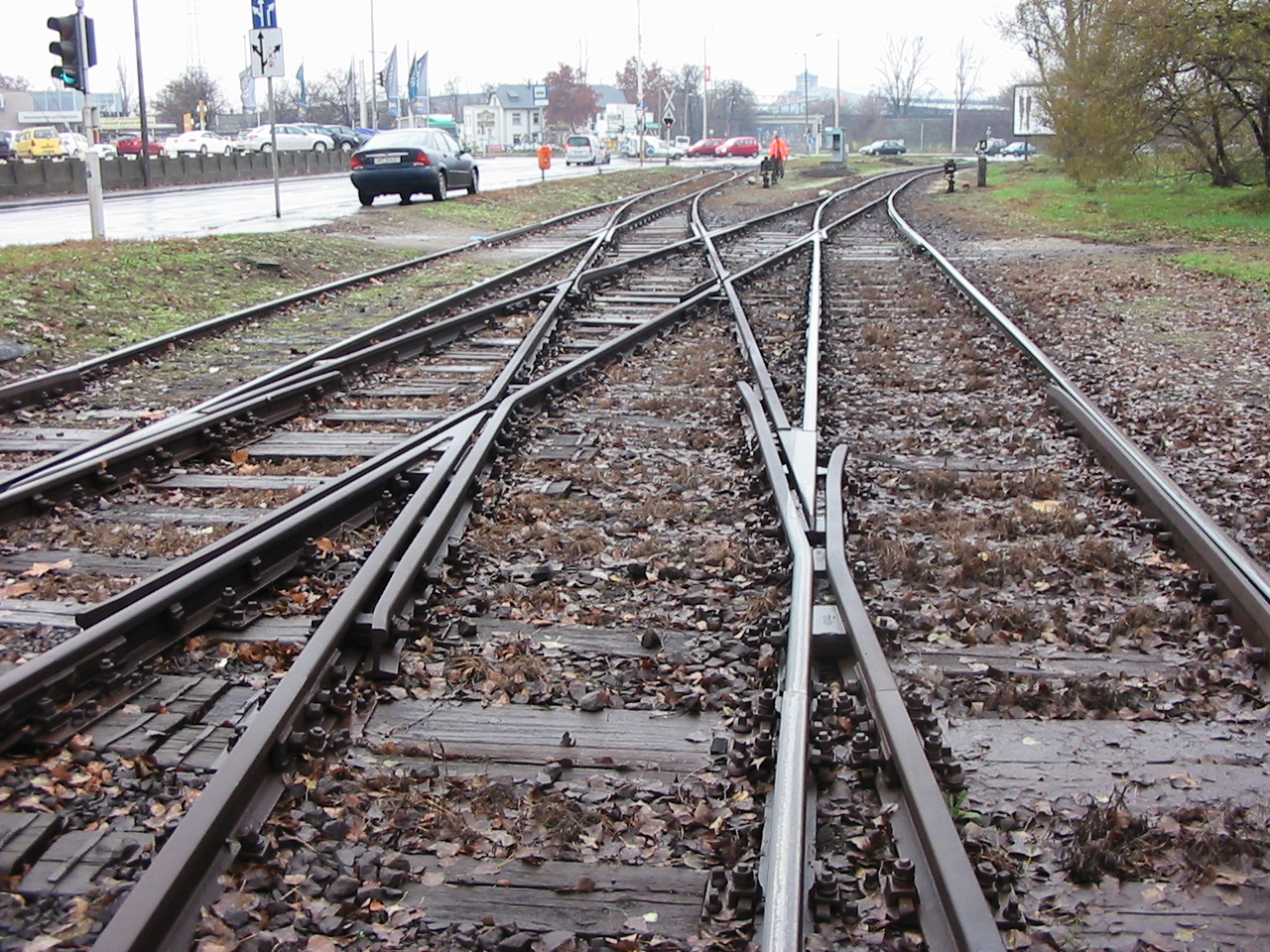
A Szabadkikötő iparvágányai
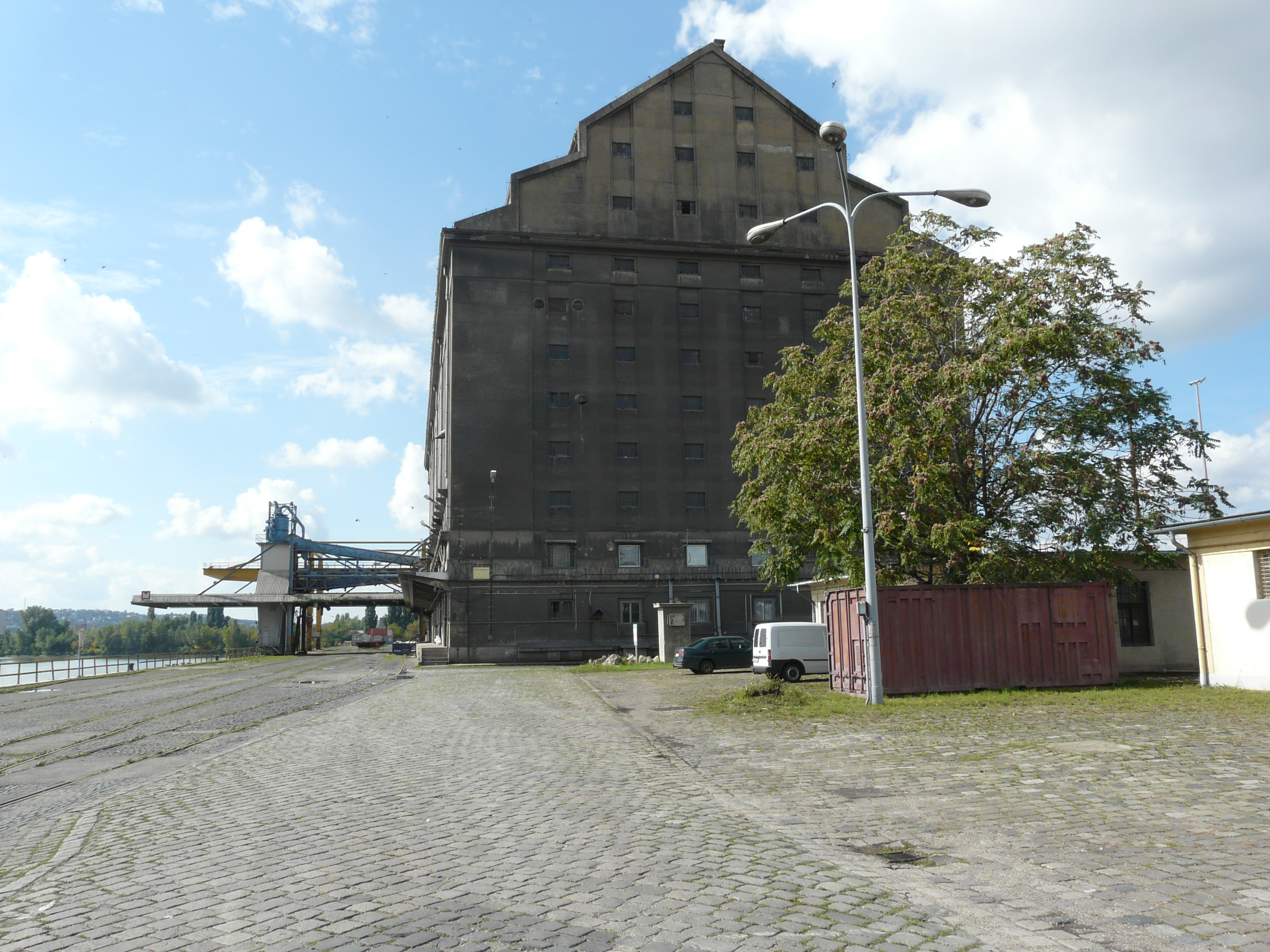
A Szabadkikötő iparvágányai (az előtérben a MAHART Gabonatárház)
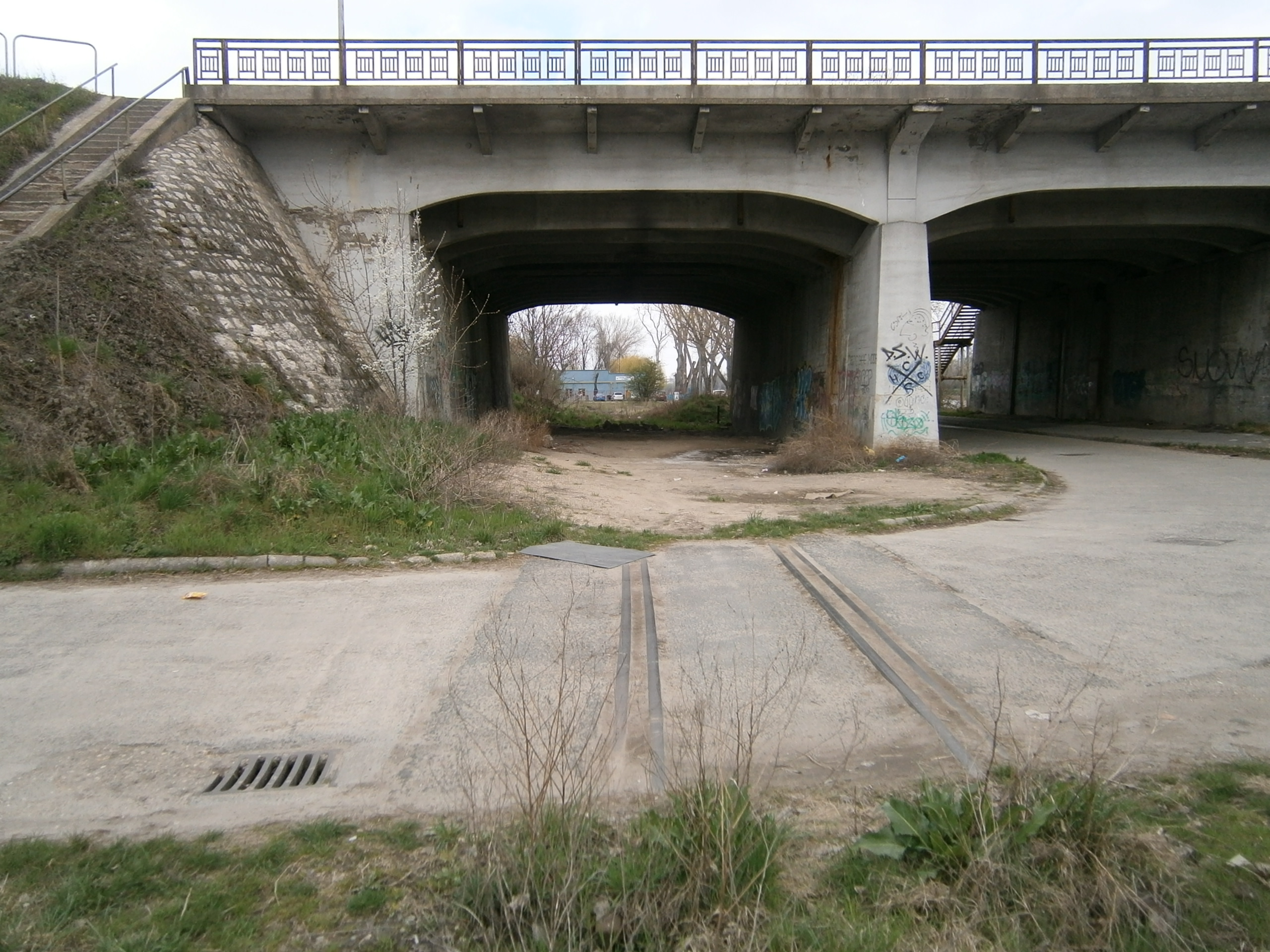
A Csepeli Papírgyárba vezető iparvágány
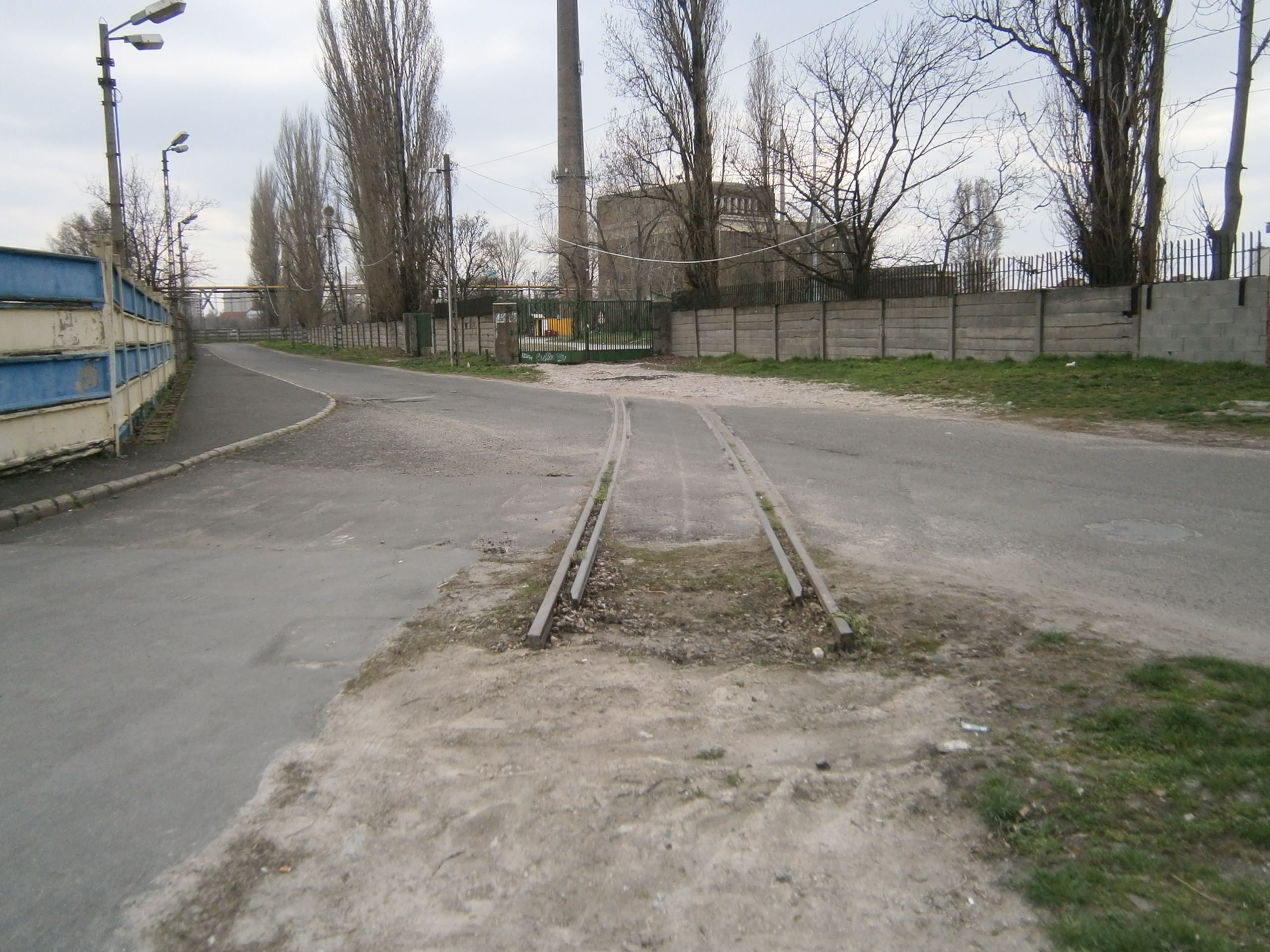
A Csepeli Papírgyárba vezető iparvágány
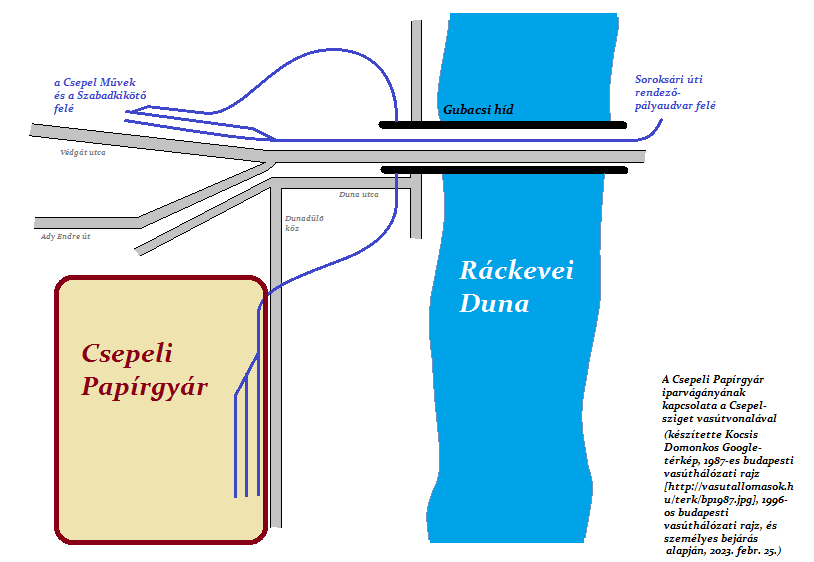
A Csepeli Papírgyárba vezető iparvágány vázlatos rajza
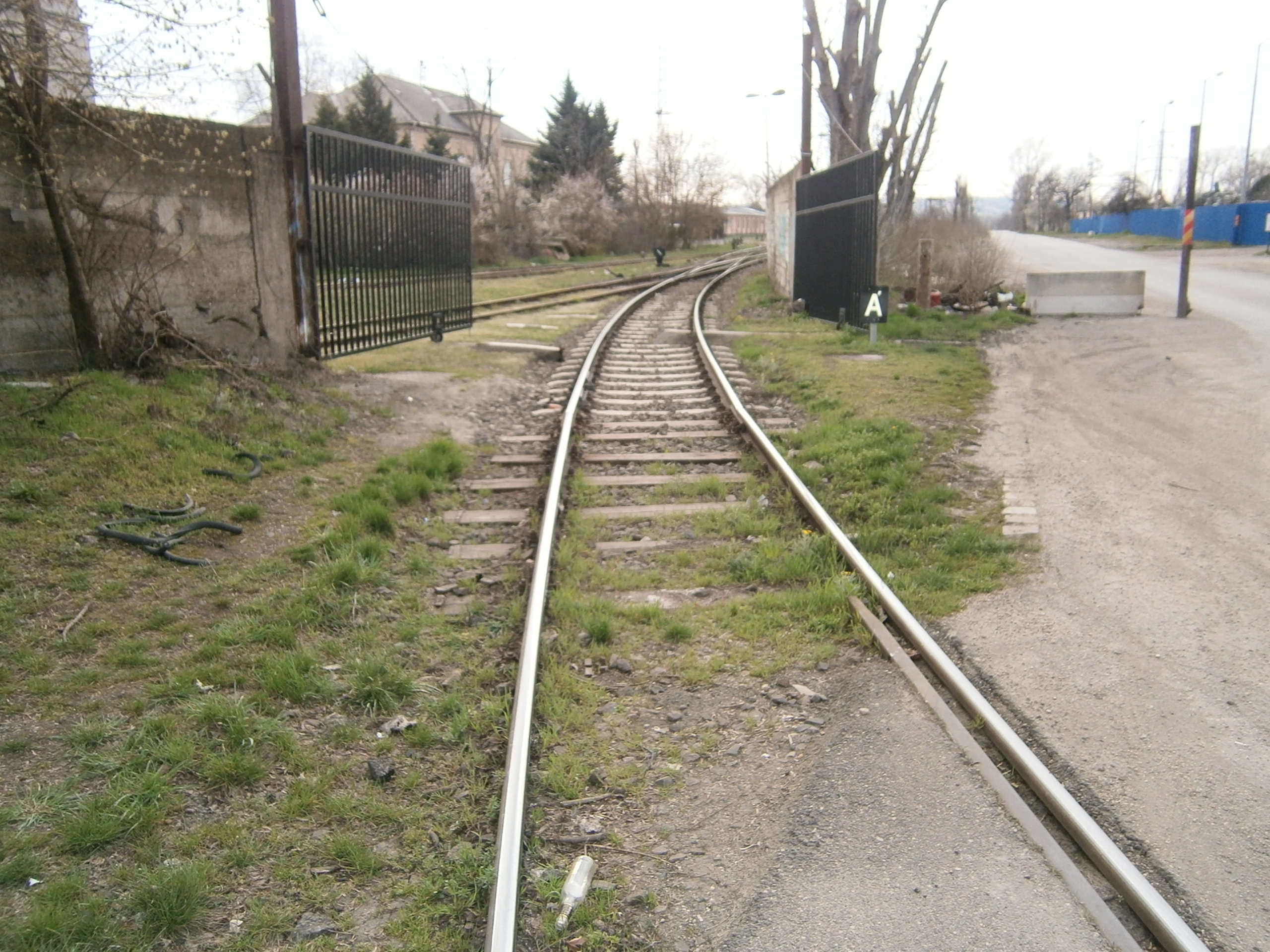
A Csepeli rendező vasúti bejárata
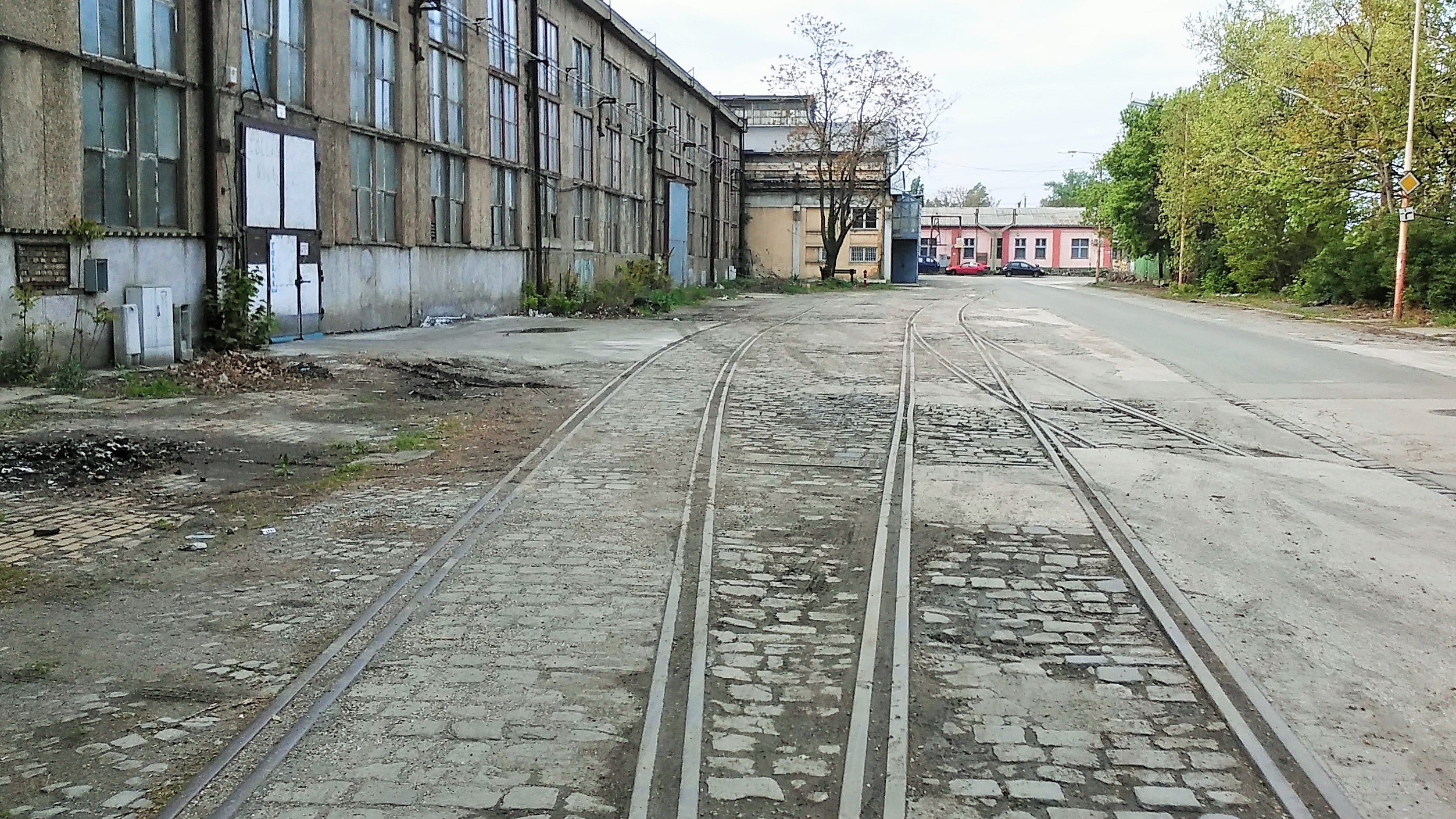
A Csepel Művek iparvágánya
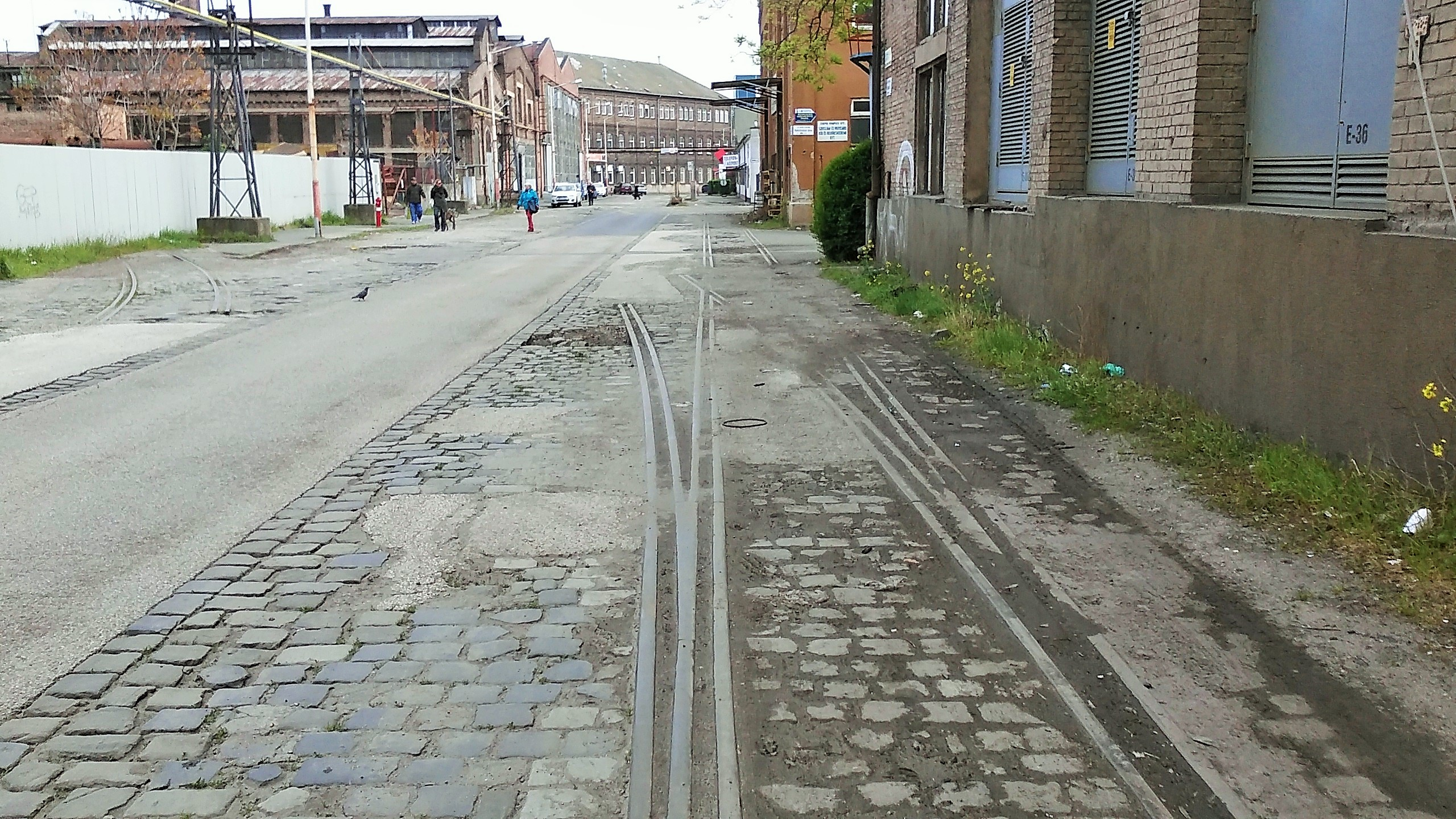
A Csepel Művek iparvágánya
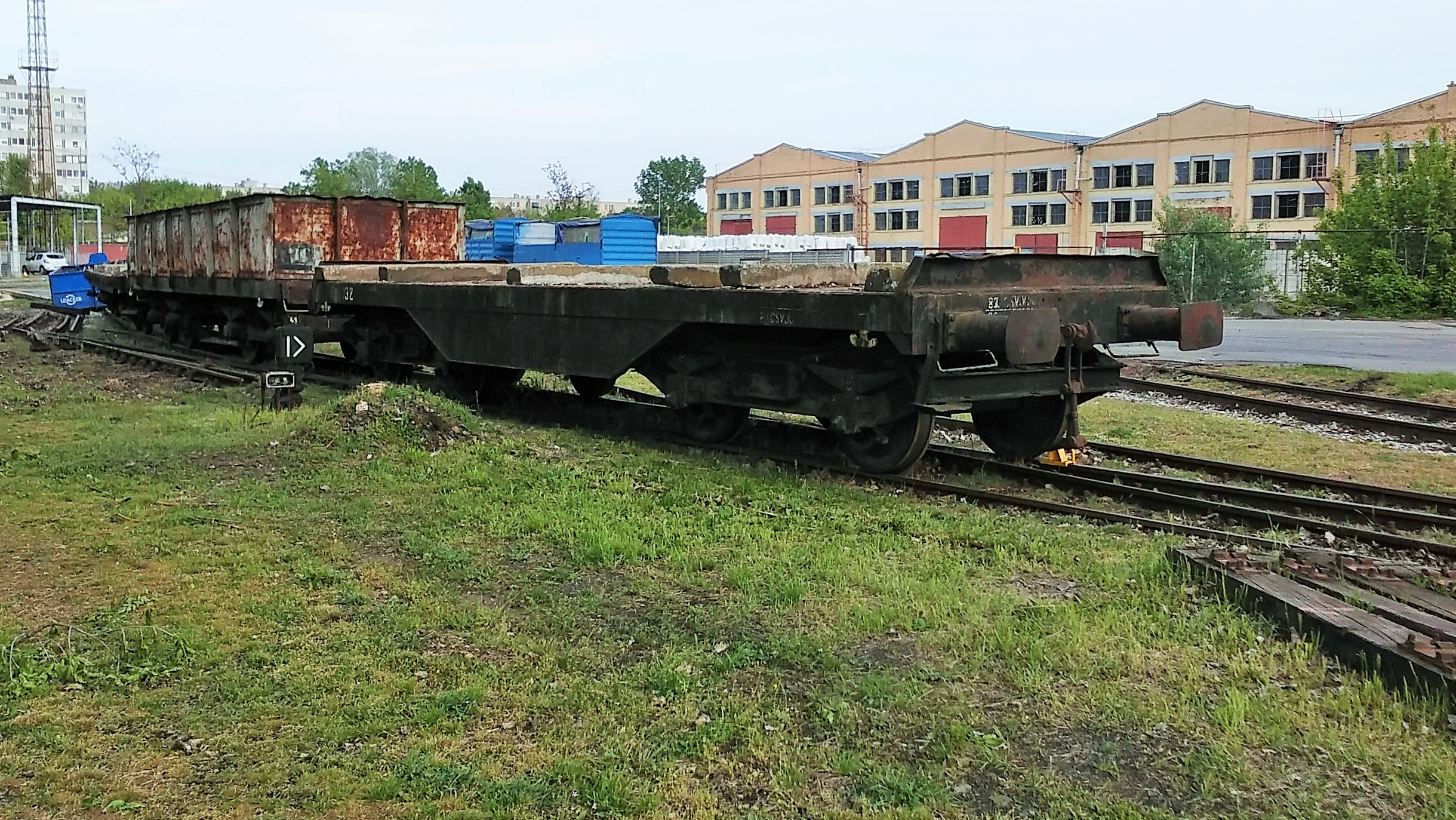
A Csepel Művek iparvágánya
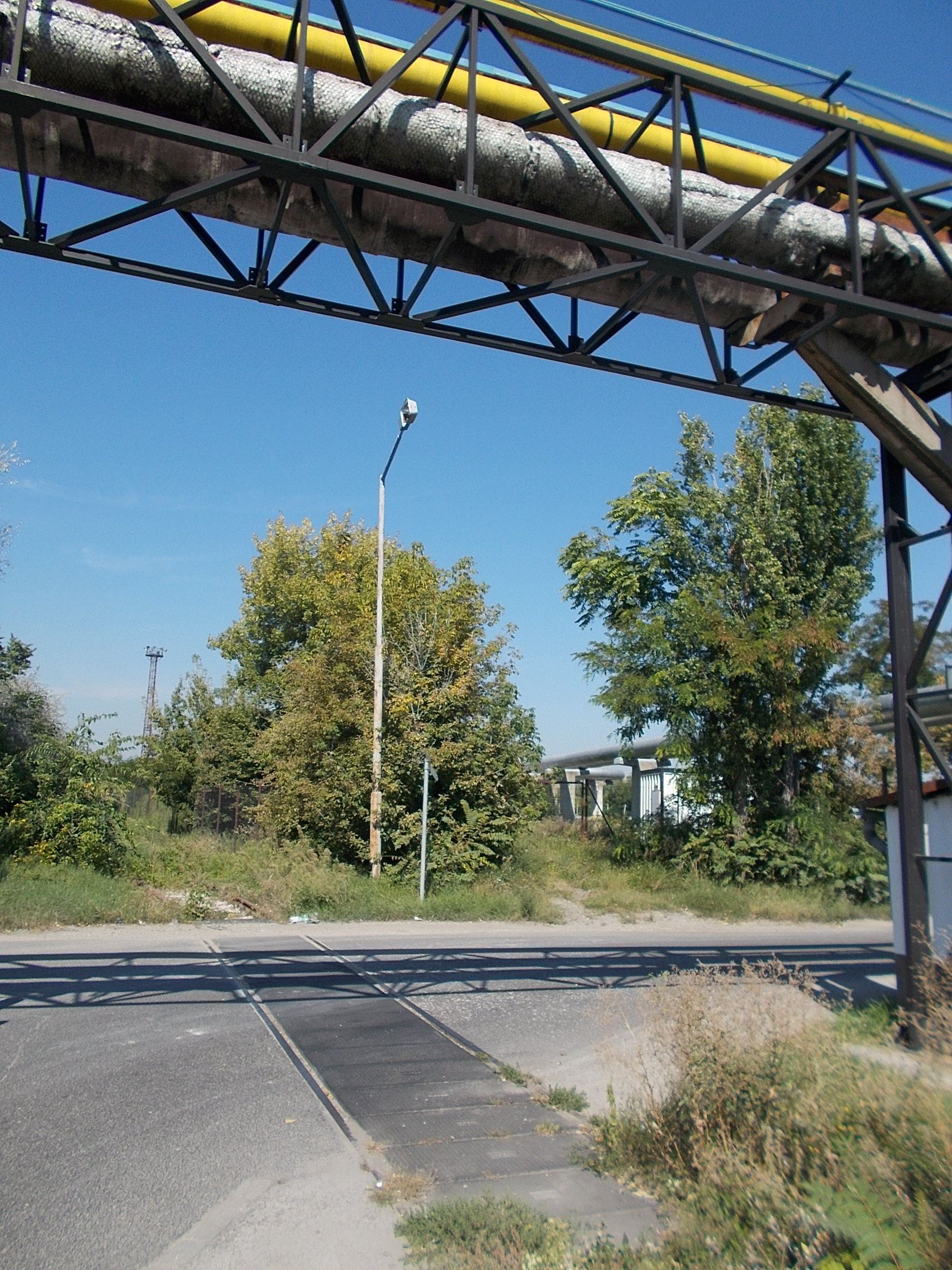
A Csepel Művek iparvágánya
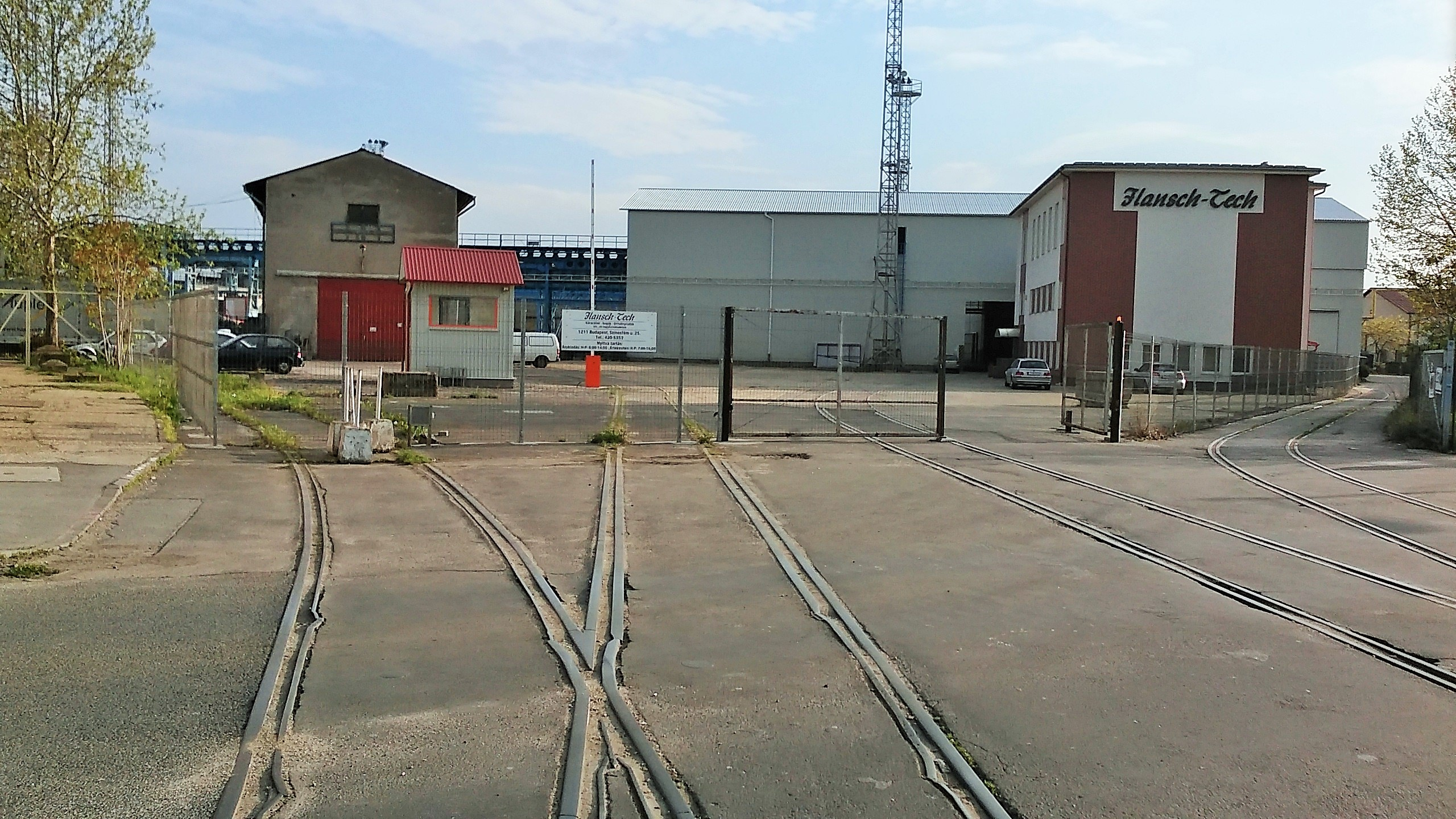
A Csepel Művek iparvágánya
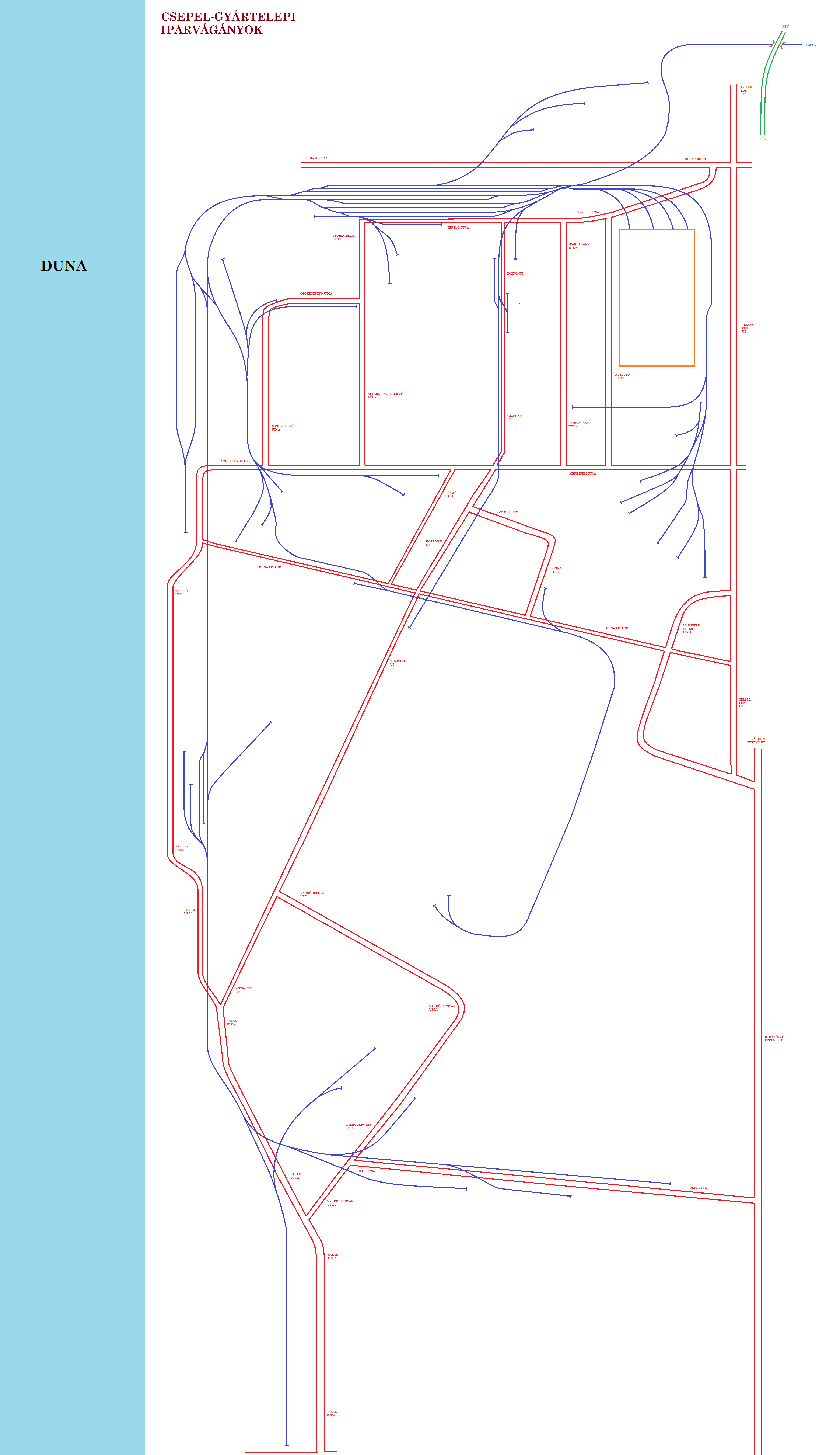
A Csepel Művekben lévő iparvágányok vázlatos rajza
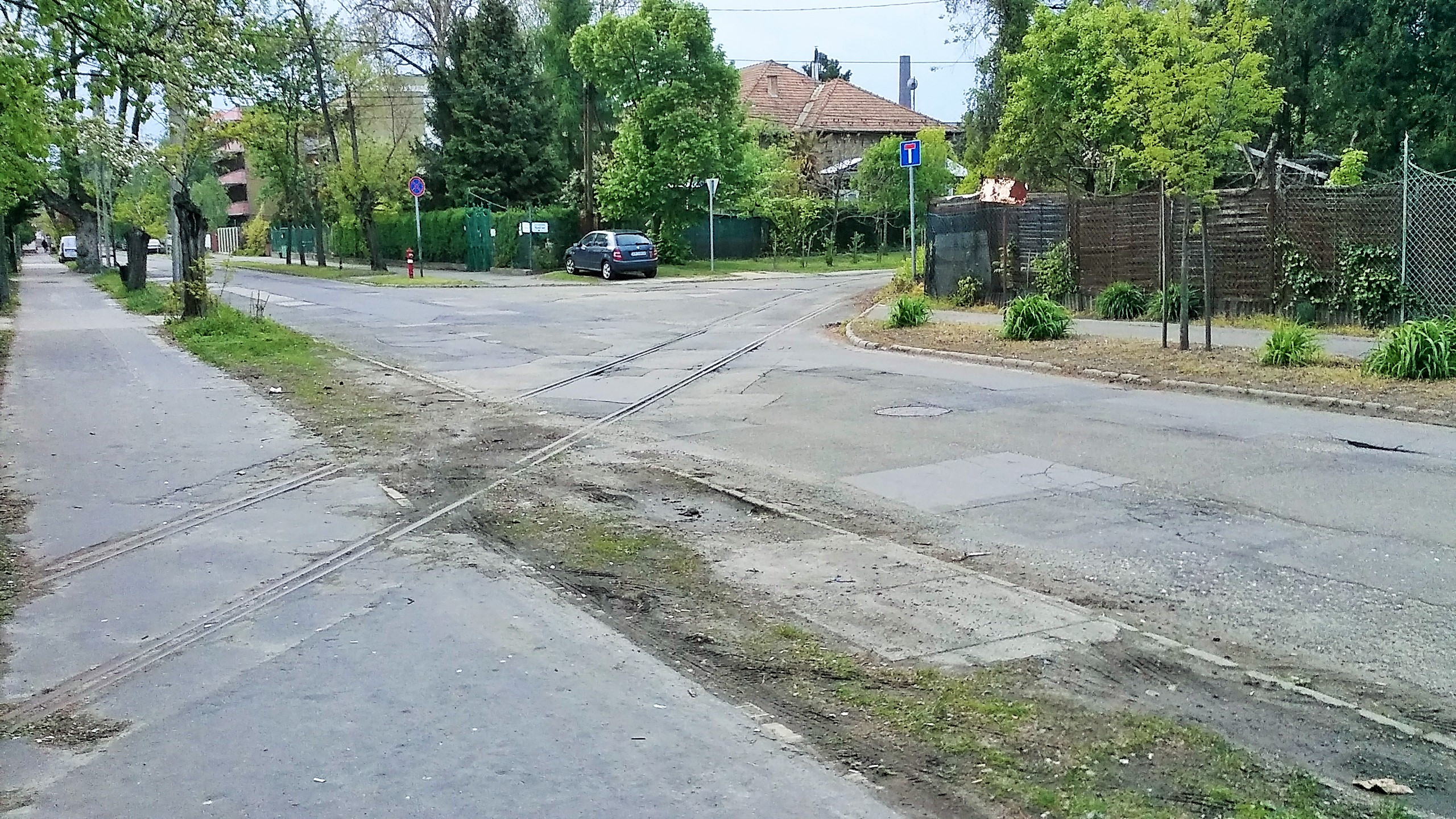
A Magyar Posztógyár Rt. iparvágánya